# Lucio Aurelio Cotta
Lucio Aurelio Cotta (fl. I secolo a.C.) è stato un politico romano, importante esponente della gens Aurelia, famiglia particolarmente influente in età repubblicana.

## Biografia
Ricoprì la carica di pretore nel 70 a.C. e di console nel 65 a.C. La sua esperienza di censore, nel 64 a.C., fu vanificata da una macchinazione dei tribuni, a cui seguirono le sue dimissioni. Da pretore, incise sulla destrutturazione del sistema di potere sillano, da cui peraltro egli stesso proveniva.
La sua figura, insieme a quella degli altri familiari, è legata soprattutto alla vicenda politica di Giulio Cesare, al quale era unito da stretti vincoli di affinità, essendone lo zio materno. Lucio Cotta, in particolare, ebbe un ruolo degno di nota nella fase iniziale della carriera politica di Cesare, durante la quale egli lo contrastò, quale esponente dell'avversa fazione sillana.
Ma in seguito, le sue inclinazioni politiche cambiarono radicalmente: egli divenne un fedele seguace del generale romano conquistatore della Gallia tanto che il suo nome rimase legato a un'oscura diceria, circolata verso il crepuscolo della repubblica romana, quando egli era uno dei quindecemviri. Si sussurrava che, grazie all'interpretazione di un vaticinio scovato nei Libri sibillini, di cui era custode, Lucio Cotta avrebbe dovuto favorire, avanti al senato romano, le ventilate aspirazioni monarchiche di Cesare, del quale si sussurrava in quegli anni esser sobillato da Cleopatra. Il tempo non ha confermato né smentito quelle illazioni: l'imminente tragica fine di Cesare vanificò ogni eventuale macchinazione e da quel momento la stessa vicenda biografica di Lucio Cotta si eclissò.

### Cursus honorum
Fu pretore nel 70 a.C. e console nel 65 a.C. con Lucio Manlio Torquato, dopo che, nel 66 a.C., Publio Cornelio Silla e Publio Autronio Peto, eletti alla carica per l'anno successivo, furono esclusi sotto l'accusa di corruzione di ufficiali (ambitus), anche se, alcuni passi di Cicerone sembrano indicare che l'accusa fosse stata mossa dal solo Torquato, di 15 anni più giovane. Se ne arguirebbe quindi che lo storiografo Cassio Dione possa essere caduto in errore.
Non appena insediati, la vita dei due fu minacciata da una macchinazione ordita da Autronio Peto e Catilina, ma la congiura fallì per l'intempestività di quest'ultimo, che diramò l'ordine quando i congiurati non erano ancora radunati.
Fu censore nel 64 a.C., magistratura dalla quale si dimise subito dopo, a causa di una macchinazione dei tribuni.

### Legami familiari e schieramento con la fazione sillana

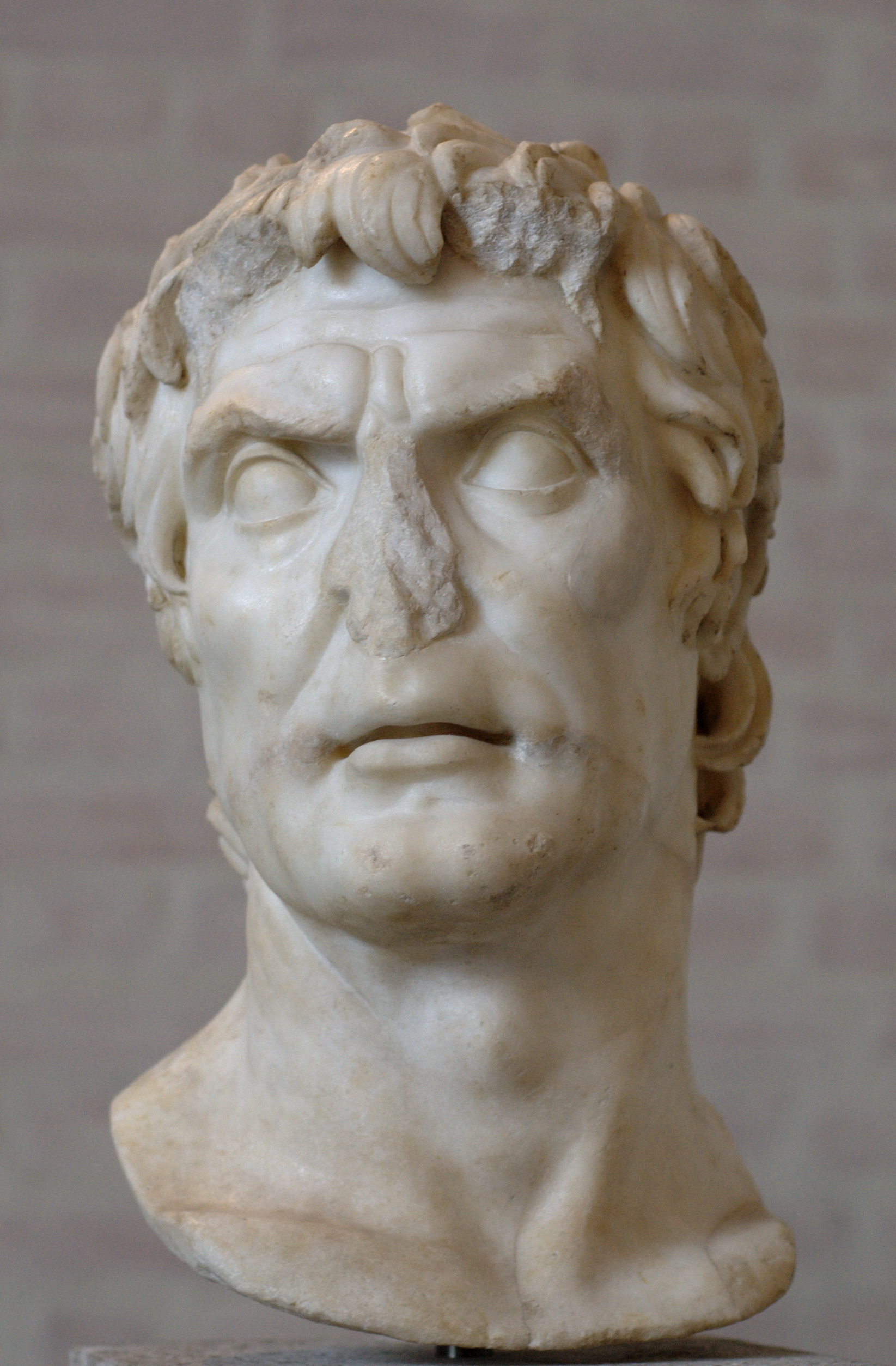
Gli esordi della carriera politica di Lucio Cotta furono nella factio di Lucio Cornelio Silla.

Degni di nota sono i suoi legami familiari con Cesare, e i mutevoli rapporti politici che intrattenne con lui e con la fazione sillana. Era infatti il fratello di Marco e Gaio Aurelio Cotta, ma anche di Aurelia Cotta: era quindi lo zio materno di Giulio Cesare, di cui Aurelia era la madre.
Suo fratello Gaio Aurelio Cotta fu console e oratore. All'epoca della guerra civile tra Mario e Silla, fece ritorno a Roma dall'esilio inflittogli da Vario (v. lex Varia), facendo parte del séguito di Silla, reduce dalla guerra con Mitridate.. Fu grazie alla sua intercessione, unita a quella delle Vestali, se Cesare, proscritto da Silla per il suo rifiuto di ripudiare la moglie Cornelia, ottenne la grazia del dittatore, evitando le gravi conseguenze cui erano soggetti i proscritti.

### Difensore di Dolabella
Nel 77/76 a.C., a fianco di Ortensio, fu nell'influente collegio difensivo dell'ex console sillano Gneo Cornelio Dolabella, accusato di repetundae da Cesare per la gestione corrotta del suo proconsolato in Macedonia. Nonostante la fondata e veemente «nobilissima [...] accusatio» di Cesare, e il favore che queste riscossero tra i Greci e il popolo romano, gli influenti avvocati riuscirono a resistere in giudizio e a tenere indenne il loro assistito. Cesare avrebbe commentato l'insuccesso definendo l'azione giudiziaria come la «sua miglior causa [...] estortagli dalla difesa di Lucio Cotta»
Il successo propiziato da Cotta fu in effetti un grande smacco per la strategia anti-sillana che il giovane Cesare andava esplorando in quel periodo, consistente nel muovere specifiche accuse criminali agli esponenti della fazione avversa: la vittoria giurisdizionale di Cotta e Ortensio diede nuovo vigore all'aggressività del sistema di potere sillano.

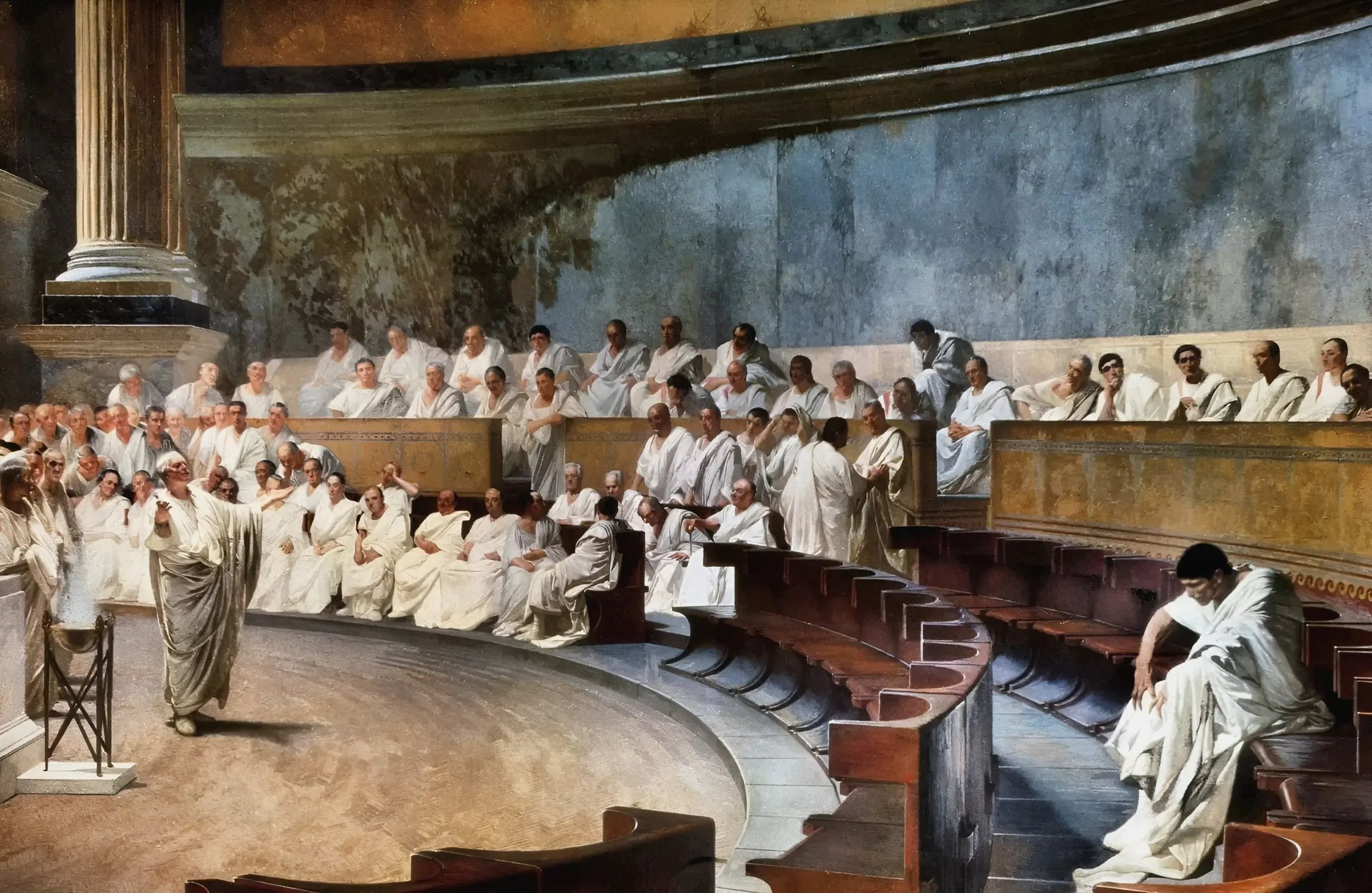
Il Quousque tandem... di Cicerone in candida toga. Cotta fu promotore di onori in favore dello svelatore della congiura di Catilina.

### Perorazioni in favore di Cicerone
Nel 63 a.C., dopo la conclusione della congiura di Catilina, fu anche autore di una perorazione in favore di Cicerone, in onore del quale chiese al Senato il tributo di una supplicatio, quale riconoscimento per il fondamentale ruolo svolto dall'oratore e console romano nello svelamento della cospirazione.
Fu inoltre il primo a perorare in Senato il ritorno di Cicerone dall'esilio imposto dal tribuno e rivale Publio Clodio Pulcro. Egli affermò che al rientro in patria non vi fosse alcuna preclusione, né la necessità di varare una legge ad hoc, sostenendo, al contrario, la sua particolare interpretazione giuridica, secondo cui era da ritenere priva di alcun valore e fondamento giuridico la legge retroattiva con cui Pulcro aveva colpito Cicerone.
Era tenuto in grande stima da Cicerone, che ne lodò il talento e le grandi doti di prudenza.

### Ruolo di Lucio nelle presunte aspirazioni monarchiche di Cesare

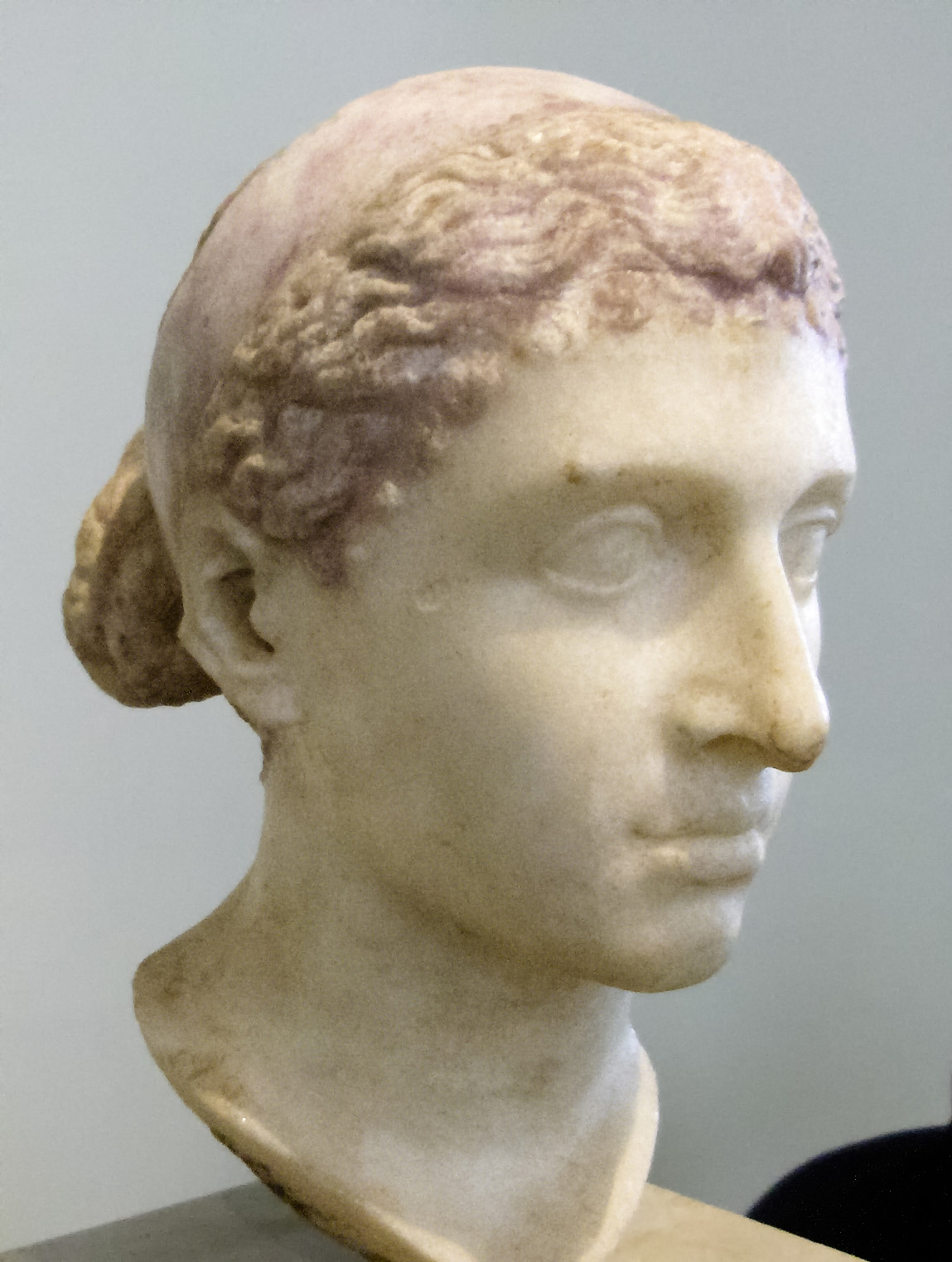
Lucio Cotta viene citato per aver sostenuto le presunte ambizioni monarchiche di Cesare, che si dicevano sobillate da Cleopatra.

Fu anche membro anziano del consiglio dei quindecemviri incaricato della custodia e della compulsazione dei Libri sibillini: in quella veste, ebbe un presunto ruolo negli ultimi anni di vita di Cesare, quando era nell'aria, ventilata da alcuni, una svolta monarchica di Cesare che, secondo le stesse voci, era sobillato in questo da Cleopatra. In quell'occasione Lucio Cotta fu indicato come l'uomo incaricato di avanzare in senato una proposta di investitura desunta da un oracolo dai Libri sibillini: secondo quell'oracolo, infatti, solo una figura investita della regalità monarchica avrebbe potuto avere la meglio sui Parti, contro i quali Cesare, negli ultimi anni che lo separavano dalla morte, progettava una futura, mai realizzata, campagna militare.
Dopo la morte di Cesare, animato da un sentimento di disperazione, si richiuse in sé stesso, conducendo una vita ritiratissima: solo rarissimamente prese parte a sedute del Senato.

### Riformatore dei criteri di eleggibilità dei giudici
È noto anche per aver avuto un ruolo di riformatore, contribuendo alla destrutturazione di un retaggio giuridico del sistema di potere sillano. Nel 70 a.C., mentre era pretore, fece abrogare una legge de iudiciis privatis, riuscendo ad ampliare la platea degli elettori dei giudici: secondo la sua azione riformatrice, la prerogativa elettiva non doveva spettare ai soli senatori, com'era nei voleri di Silla, ma doveva estendersi, per due terzi, a rappresentanti dell'ordine equestre, metà dei quali doveva poi essere rappresentata da tribuni aerarii. La legge da lui promossa (Lex Aurelia judiciaria) voleva in questo modo promuovere l'accesso alla funzione giudiziaria da esponenti di altri settori del popolo romano anche se, impropriamente, viene a volte detto che la legge intese trasferire le funzioni giurisdizionali dai senatori agli equites.

## Monetazione

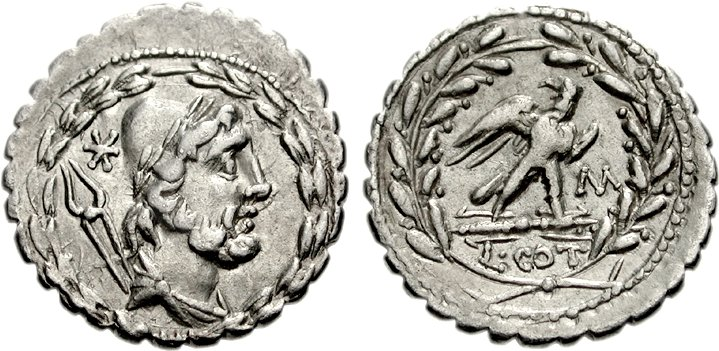
Potrebbe essere attribuito a Lucio Cotta, o a un parente omonimo, questo denario serrato tardo-repubblicano con legenda L COT

La figura di Lucio Cotta potrebbe rivestire anche un interesse numismatico se si potessero ricondurre a lui gli esemplari tardo-repubblicani di un denario serrato argenteo riportante, in esergo, la legenda L COT: al dritto, iscritta in un serto di alloro, vi è la testa di Vulcano a destra, con pileo laureato, forcipe in campo sinistro, sormontato da una marca di valore; al rovescio vi è un'aquila posata su un fulmine, testa a sinistra, anch'essa iscritta in una ghirlanda, e una M in campo destro.
Rimane tuttavia incerta l'attribuzione di tali coniazioni a lui piuttosto che a qualcuno dei suoi parenti omonimi.

### Fonti primarie
- Svetonio, De vita Caesarum
- Cassio Dione, Storia romana
- Cicerone,
  - Pro Publio Cornelio Sulla
  - De finibus bonorum et malorum
  - Brutus
- Valerio Massimo, Factorum et dictorum memorabilium
- Velleio Patercolo, Historiae Romanae ad M. Vinicium libri duo
- Aulo Gellio, Notti Attiche,
- Tacito, Dialogus de oratoribus

### Fonti secondarie
- Luciano Canfora, Giulio Cesare. Il dittatore democratico. Laterza, 2007, ISBN 978-88-420-8156-2
- William Smith, Dictionary of Greek and Roman Biography and Mythology
  - (voci:  «L. MANLIUS TORQUATUS» (archiviato dall'url originale il 3 luglio 2009),  «L. AURELIUS COTTA» (archiviato dall'url originale il 22 maggio 2006) su The Ancient Library)